# CYSLTR2
CYSLTR2 (англ. Cysteinyl leukotriene receptor 2) – білок, який кодується однойменним геном, розташованим у людей на короткому плечі 13-ї хромосоми. Довжина поліпептидного ланцюга білка становить 346 амінокислот, а молекулярна маса — 39 635.
| 10         |  | 20         |  | 30         |  | 40         |  | 50         |
| ---------- |  | ---------- |  | ---------- |  | ---------- |  | ---------- |
| MERKFMSLQP |  | SISVSEMEPN |  | GTFSNNNSRN |  | CTIENFKREF |  | FPIVYLIIFF |
| WGVLGNGLSI |  | YVFLQPYKKS |  | TSVNVFMLNL |  | AISDLLFIST |  | LPFRADYYLR |
| GSNWIFGDLA |  | CRIMSYSLYV |  | NMYSSIYFLT |  | VLSVVRFLAM |  | VHPFRLLHVT |
| SIRSAWILCG |  | IIWILIMASS |  | IMLLDSGSEQ |  | NGSVTSCLEL |  | NLYKIAKLQT |
| MNYIALVVGC |  | LLPFFTLSIC |  | YLLIIRVLLK |  | VEVPESGLRV |  | SHRKALTTII |
| ITLIIFFLCF |  | LPYHTLRTVH |  | LTTWKVGLCK |  | DRLHKALVIT |  | LALAAANACF |
| NPLLYYFAGE |  | NFKDRLKSAL |  | RKGHPQKAKT |  | KCVFPVSVWL |  | RKETRV     |

A: Аланін

C: Цистеїн

D: Аспарагінова кислота

E: Глутамінова кислота

F: Фенілаланін

G: Гліцин

H: Гістидин

I: Ізолейцин

K: Лізин

L: Лейцин

M: Метіонін

N: Аспарагін

P: Пролін

Q: Глутамін

R: Аргінін

S: Серин

T: Треонін

V: Валін

W: Триптофан

Кодований геном білок за функціями належить до рецепторів, g-білокспряжених рецепторів, білків внутрішньоклітинного сигналінгу. 
Локалізований у клітинній мембрані, мембрані.